# Новокрасное (Николаевская область)
Новокрасное (укр. Новокрасне) — село, центр Новокрасненского сельского совета  Арбузинского района Николаевской области Украины. Сельсовету подчинено село Новокрасное. Расположено в 15 км к северу от районного центра, в 9 км от железнодорожной станции Людмиловка на линии Колосовка — Помошная Одесской железной дороги и в 18 км от автодороги Первомайск — Вознесенск — Николаев.
Население по переписи 2001 года составляло 1696 человек. Почтовый индекс — 55323. Телефонный код — 5132.

## История
Село основано в 1809 году козаками  Полтавской  губернии Переяславского уезда сс.Малая Березанка, Черевки , м.Березани і деревни Малая Крупиль. Расположено на левом берегу р. Корабельной, притока р. Южного Буга. По преданиям, село было названо в память села Красного в Полтавской  губернии, откуда пришли первые переселенцы. Одна из улиц села называлась Дьяконово, потому что жители её были уроженцами села Дьяконово. Центральную часть села называлась Слободкой, окраину — Дворянщиной. На другом конце села около кладбища строили хаты переселенцы из Полтавской и Харьковской губерний, это место называлось «хохлатчиной».Возле кладбища поселились основатели села,так как там била церковь.
На правом берегу р. Корабельной напротив Новокрасного в начале 18 века было основано небольшое украинское помещичье село Катериновка. Со временем село Катериновка слилось с Новокрасным в одно село, На момент слияния в Катериновке насчитывалось 309 украинцев.
В селе Новокрасном, как указывалось выше, на конце «хохлатчины» поселились уроженцы Полтавской и Харьковской губерний — Петренко, Тимченко, Бондаренко, Дымчак,Величко и другие. Оказавшись в меньшинстве среди русских, украинцы во втором и третьем поколении смешались с русскими, потомки их уже давно называют себя русскими. По-иному сложились взаимоотношения новокрасновцев с украинцами расположенного через речку украинского села Катериновка. Катериновка имела самоуправление, принадлежала помещику, экономические и бытовые связи жителей этих сел были менее тесными, чем связи в пределах села. Поэтому украинцы Катериновки хотя и частично и смешивались с новокрасновцами, однако до настоящего времени сохранили своё самосознание, говор и некоторые особенности быта.
Согласно сб. «Українська РСР. Административно-теріторіальний поділ на 01 вересня 1946 року» современный Новокрасненский сельский совет входил в состав Лысогорского района Николаевской области и включал следующие населенные пункты — с. Ново-Красное, хут. Гридневка, хут. Катериновка, хут. Трудофадеевка.
Согласно сб. «Українська РСР. Административно-теріторіальний поділ на 01 січня 1972 року» в состав Новокрасненского сельского совета входили следующие населенные пункты — с. Новокрасное, с. Трудофадеевка.

## Население и этнический состав
По данным переписи населения Украины 2001 года распределение населения по родному языку было следующим (в % от общей численности населения):
По Новокрасненскому сельскому совету: украинский — 59,67 %; русский — 36,20 %; молдавский — 3,83 %; румынский — 0,06 %; венгерский — 0,06 %.

## Известные уроженцы
- Величко, Владимир Сидорович — Герой Советского Союза.

## Местный совет
55323, Николаевская обл., Арбузинский р-н, с. Новокрасное, ул. Ленина, 155